# 焦耳环形山
焦耳环形山（Joule）是位于月球背面北半部一座古老的大撞击坑，约形成于39.2-38.5亿年前的酒海纪，其名称取自英国物理学家詹姆斯·普雷斯科特·焦耳(1818年-1889年)，1970年被国际天文学联合会正式批准接受。

## 描述

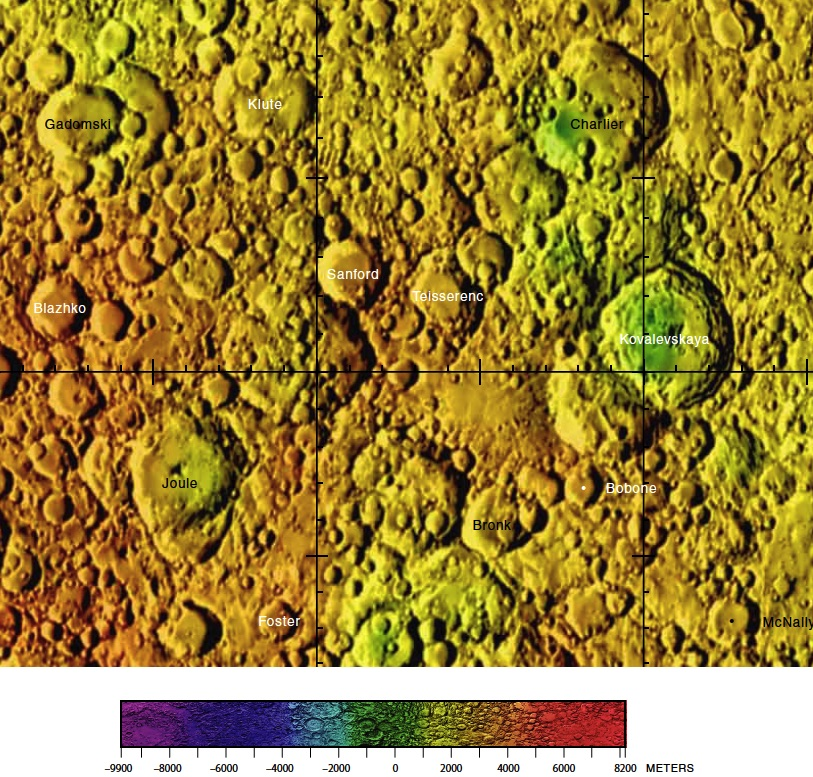
焦耳环形山的周边，月球背面区域详图。

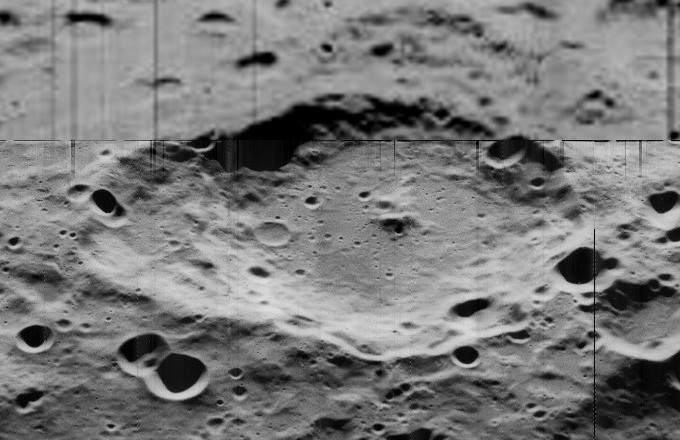
月球轨道器5号拍摄的西向斜视图

陨坑西侧及西北分别靠近英戈尔斯陨石坑和布拉日科环形山、东北毗邻桑福德环形山，布朗克环形山位于它的东面，东南和西南偏南分别坐落了福斯特陨石坑和哈维环形山。该陨坑中心月面坐标为27°09′N 144°08′W / 27.15°N 144.14°W，直径97.52公里，深度约2.85公里。
焦耳环形山是一座已磨损和侵蚀的撞击坑，边缘较为畸曲。沿东北壁覆盖了二座小陨坑，西北侧切入进一座小撞击坑，南部由于部分重叠在一座陨坑上而显得向外突起，其余部分坑沿和内壁也不太规则，其中在它的东侧内壁上可看到一些阶地状结构的残迹。焦耳环形山坑壁最大高出周边地形1470米，内部容积约9362公里3。坑内地表较周边区域更平坦，散布有一些细小的撞击坑，中心点滴偏西处坐落了一座中央峰。
距焦耳环形山西侧约90公里处，坐落了带有射纹系统的卫星坑"焦耳 T"，这些射束主要投向了陨坑的南面，其中最突出的一些穿过哈维环形山伸向了更南方。事实上只有少量微弱的射纹线进入了焦耳环形山内，且仅限于西半侧坑壁、内侧坡及坑底。

## 卫星陨石坑
按惯例，最靠近焦耳环形山的卫星坑将在月图上以字母标注在它的中心点旁边.

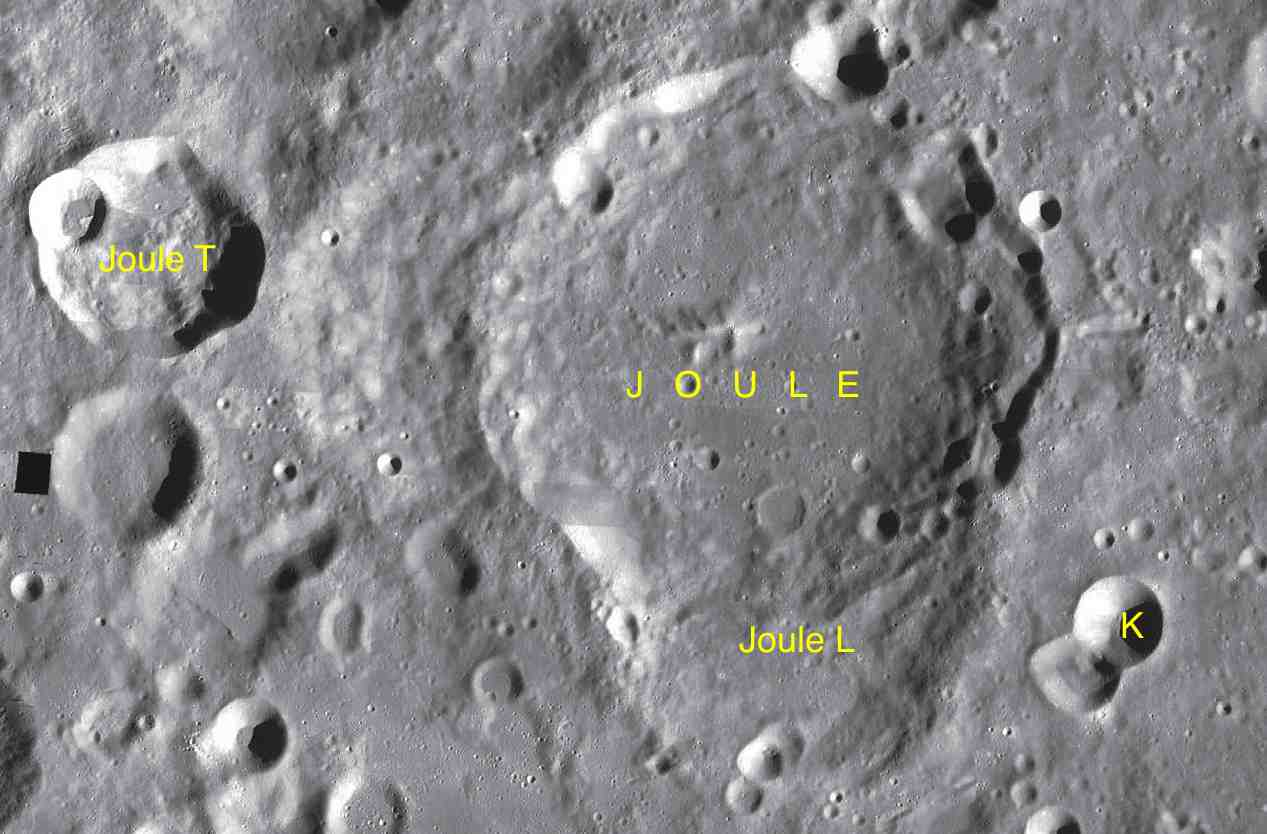
LAC-52 区域图

| 焦耳 | 纬度    | 经度     | 直径    |
| ---- | ------- | -------- | ------- |
| K    | 25.8° N | 141.9° W | 16 公里 |
| L    | 26.1° N | 144.1° W | 69 公里 |
| T    | 27.7° N | 148.2° W | 37 公里 |

- 卫星坑"焦耳 L"约形成于前酒海纪[1]；
- 卫星坑"焦耳 T"约形成于晚雨海世[1]。

## 参引资料
1. 1 2 3 4 5 6  Lunar Impact Crater Database
2. ↑   (PDF).   [2017-03-20]. （原始内容存档 (PDF)于2016-12-27）.
3. ↑   (PDF).   [2017-03-20]. （原始内容存档 (PDF)于2013-02-20）.
4. ↑  .   [2017-03-20]. （原始内容存档于2017-08-13）.

## 另请参阅
- Andersson, L. E.; Whitaker, E. A. . NASA RP-1097. 1982.
- Blue, Jennifer. . USGS. July 25, 2007  [2007-08-05]. （原始内容存档于2018-12-25）.
- Bussey, B.; Spudis, P. . New York: Cambridge University Press. 2004. ISBN 978-0-521-81528-4.
- Cocks, Elijah E.; Cocks, Josiah C. . Tudor Publishers. 1995. ISBN 978-0-936389-27-1.
- McDowell, Jonathan. . Jonathan's Space Report. July 15, 2007  [2007-10-24]. （原始内容存档于2018-12-25）.
- Menzel, D. H.; Minnaert, M.; Levin, B.; Dollfus, A.; Bell, B. . Space Science Reviews. 1971, 12 (2): 136–186. Bibcode:1971SSRv...12..136M. doi:10.1007/BF00171763.
- Moore, Patrick. . Sterling Publishing Co. 2001. ISBN 978-0-304-35469-6.
- Price, Fred W. . Cambridge University Press. 1988. ISBN 978-0-521-33500-3.
- Rükl, Antonín. . Kalmbach Books. 1990. ISBN 978-0-913135-17-4.
- Webb, Rev. T. W.  6th revised. Dover. 1962. ISBN 978-0-486-20917-3.
- Whitaker, Ewen A. . Cambridge University Press. 1999. ISBN 978-0-521-62248-6.
- Wlasuk, Peter T. . Springer. 2000. ISBN 978-1-85233-193-1.